# チャーク城
チャーク城（チャークじょう、英語: Chirk Castle、ウェールズ語: Castell y Waun〈カステス・ア・ワイン〉）は、ウェールズの北部、レクサム州区のチャークにあるイギリス指定建造物1級 (Grade I) の城である。

## 歴史
チャーク城は1295年、初代マーチ伯ロジャー・モーティマーの叔父、ロジャー・モーティマー・ド・チャークにより、北ウェールズを取り囲んだ王エドワード1世の城の鎖（鉄の輪）の一部として築かれていった。城は1310年に完成し、ケイリオグ渓谷の入口を防御した。また、チャークはチャークランド（ウェールズ語: Swydd y Waum）のマーチャーロードシップにとっての行政的中心地であった。

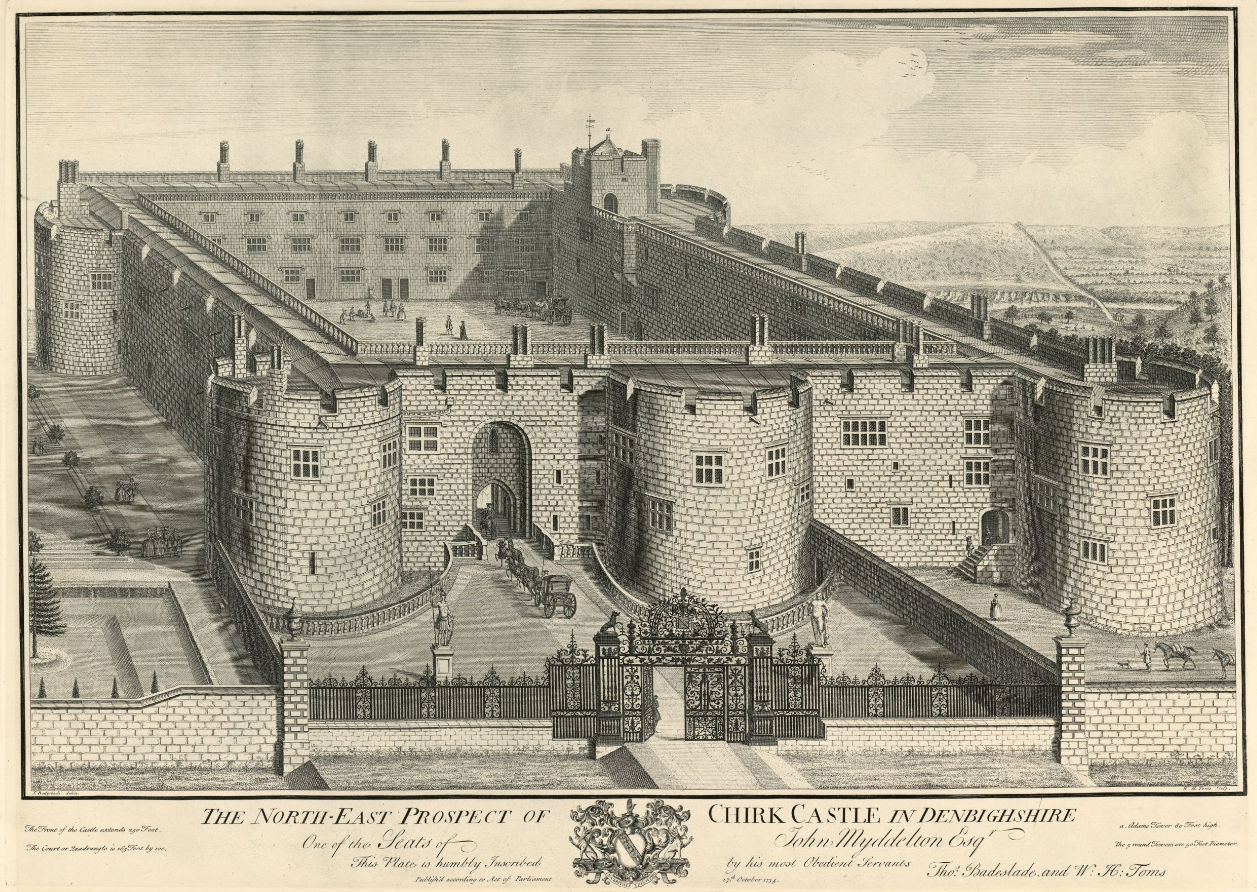
チャーク城の北東側（1735年、トーマス・バデスレード作）

1595年、城はトマス・ミドルトンにより、5000ポンドで買い取られた。彼の息子トマス・ミドルトン卿 (Sir Thomas Myddelton of Chirk Castle) は、イングランド内戦には国会議員（円頂党）であったが、1659年のジョージ・ブースの蜂起 (‘Cheshire rising’) の際には国王派（騎士党）となった。城は1659年に一部が取り壊され、その後、王政復古に次ぐ1673-1678年に、第2代准男爵トマス・ミドルトンにより、方立と無目の窓 (Mullioned and transomed windows) が挿入されるなどして再建されていった。
19世紀、シャーロット・ミドルトン (Charlotte Myddelton) と結婚したロバート・ビドゥルフが、ミドルトン・ビドゥルフを名乗り、城はミドルトン家からミドルトン・ビドゥルフ家に継承されている。第一次世界大戦前の1910年、第8代ハワード・ド・ウォルデン男爵トマス・スコット・エリスに貸与されると、1911年の入居前に大規模な修繕が施されたほか、チャークに多くの足跡を残した。また、第二次世界大戦後期には、城の一部が避難者のために開放されたことも知られる。ミドルトン家が長く所有していたチャーク城は、1981年よりナショナル・トラストに移管された。子孫のリリッド・ミドルトン中佐は、1952年から1988年に亡くなるまで女王エリザベス2世の侍従 (extra equerry) であった。

## 緑地・庭園

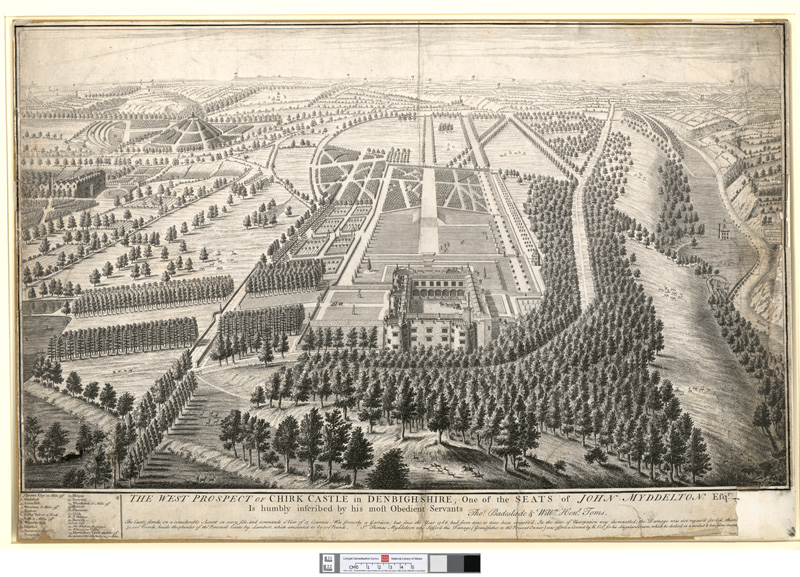
チャーク城の外観図（1735年、トーマス・バデスレード作）

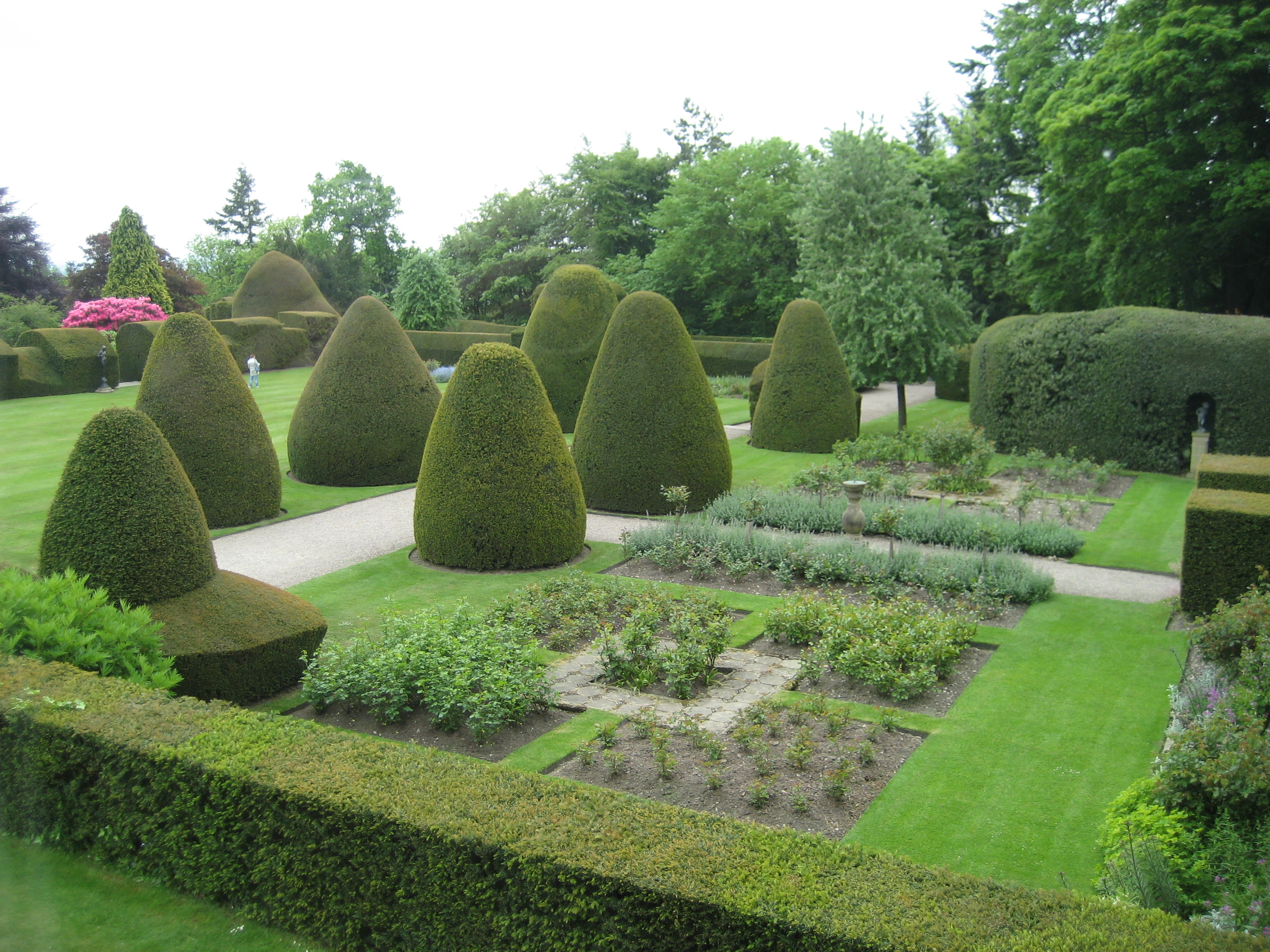
庭園の一角

チャーク城は、面積 480エーカー (190ヘクタール) の広大な敷地内にあり、その18世紀に造園された緑地公園にある 5.5エーカー (2.2ヘクタール) の庭園が知られ、刈り込まれたイチイ (yew) の垣根、草木の植栽、ロックガーデン（石庭）、それにテラスがある。
周囲の緑地帯は、当初14世紀にディアパーク（deer park〈シカ園地〉）として配置された。17世紀初頭からは城に隣接して、おそらく東側に、公式庭園（フォーマルガーデン）と家庭菜園（キッチンガーデン）双方があった。

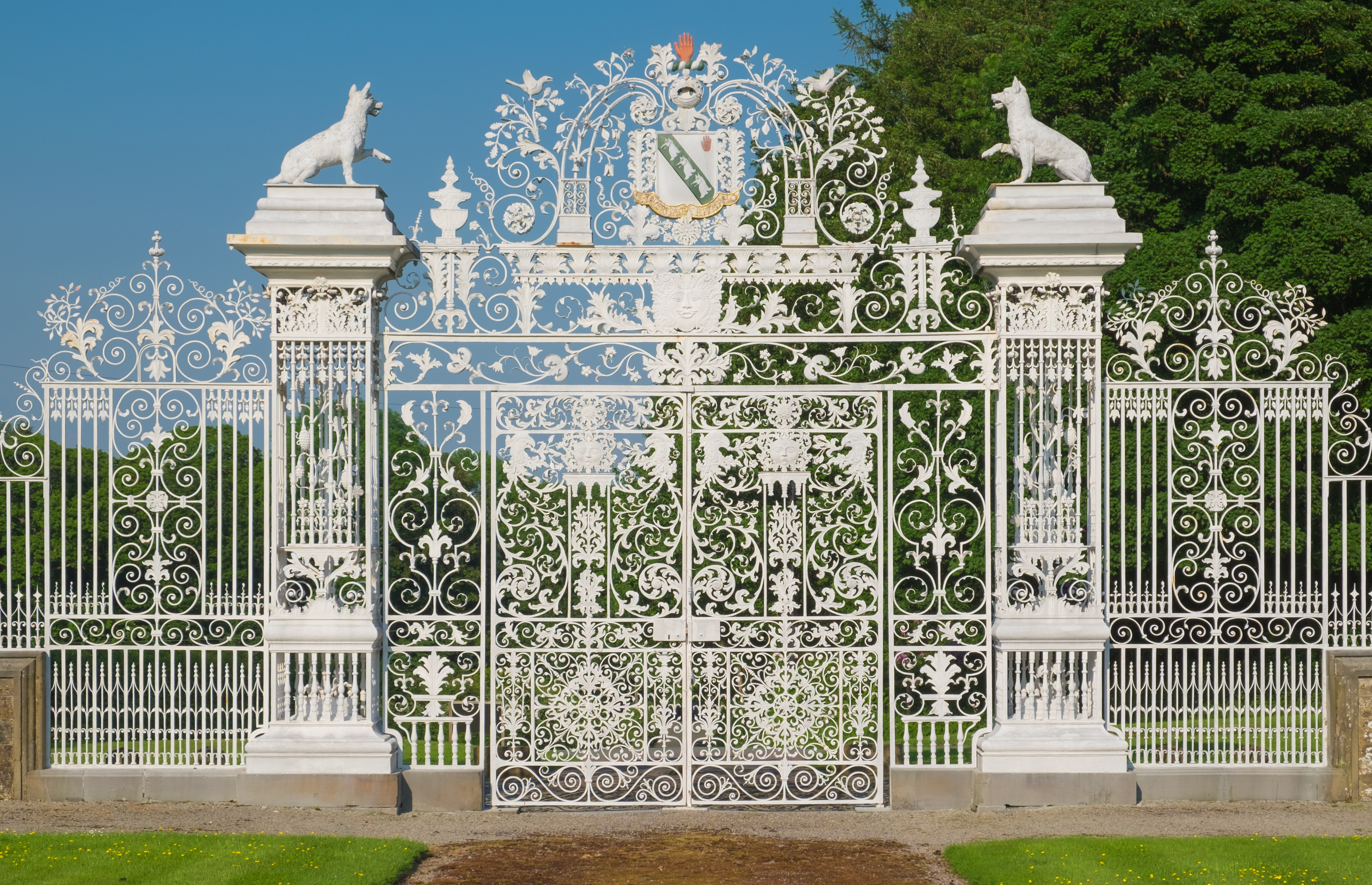
チャーク城門

チャーク城の錬鉄製の門は、1712年、第3代准男爵トマス・ミドルトンの依頼によりバーシャムの鍛冶職人であったデイヴィス兄弟が製作し、1719年に完成した。1770年（-1771年）と1888年に移動した後、何度か改修されているこの精緻な城門もイギリス指定建造物1級 (Grade I) に登録されている（1966年1月4日指定）。門の傍らにある平屋で半木骨造のスゥイン・ア・キル・ロッジ (Llwyn-y-cil Lodge) は1888年に建てられたもので、同じく指定建造物2級 (Grade II) である（1998年7月29日指定）。また、この一帯は、チャーク城と緑地公園（英語: Chirk Castle and Parkland、ウェールズ語: Castell y Waun a’i Barcdir）として、学術研究上重要地域 (Site of Special Scientific Interest; SSSI) に指定されている。

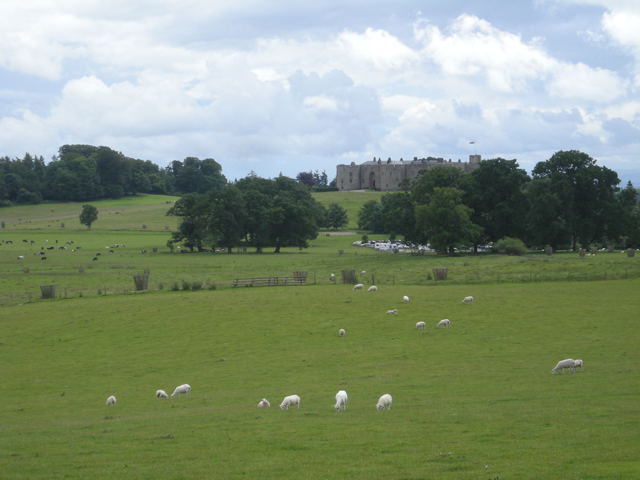
緑地からの遠景
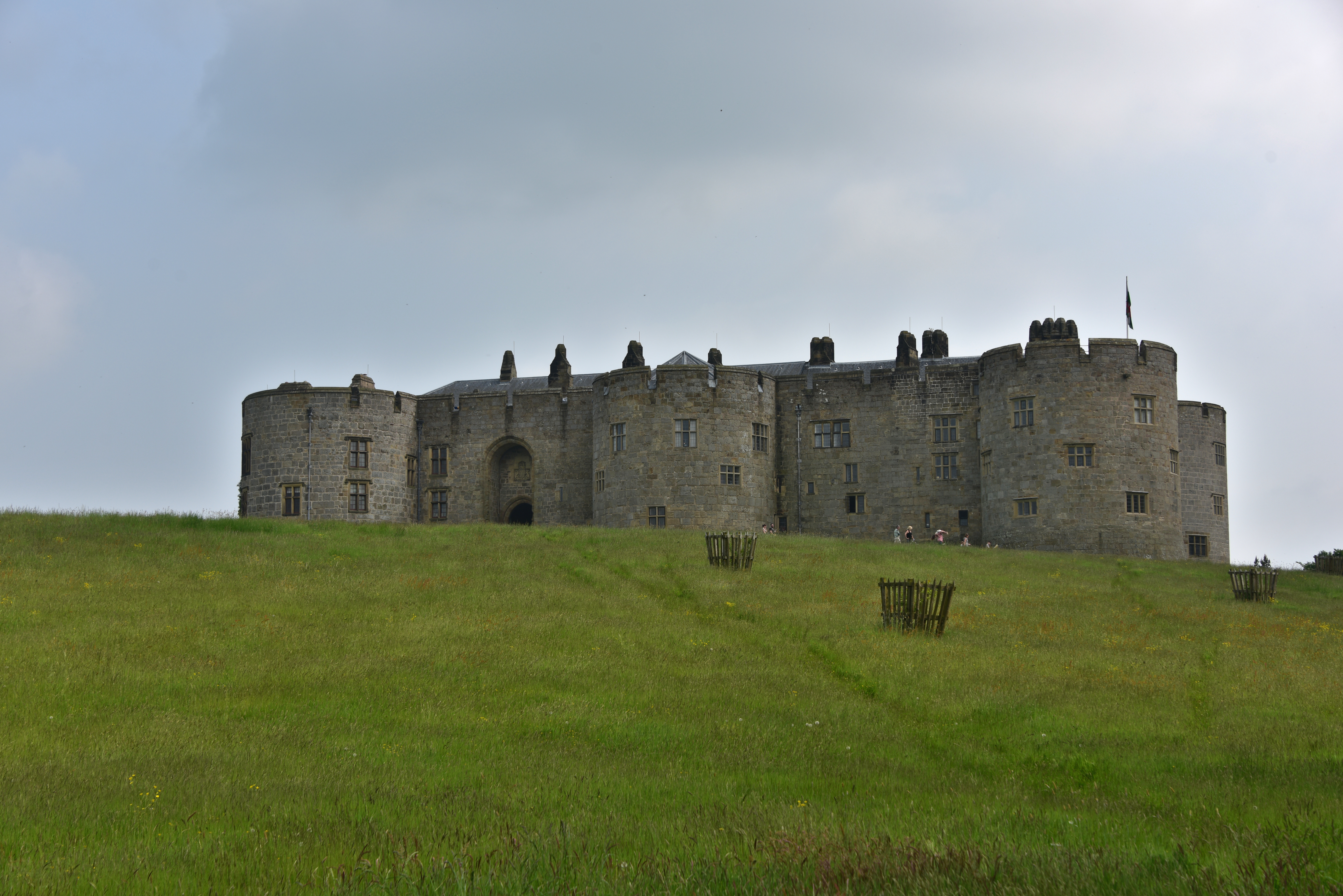
チャーク城付近
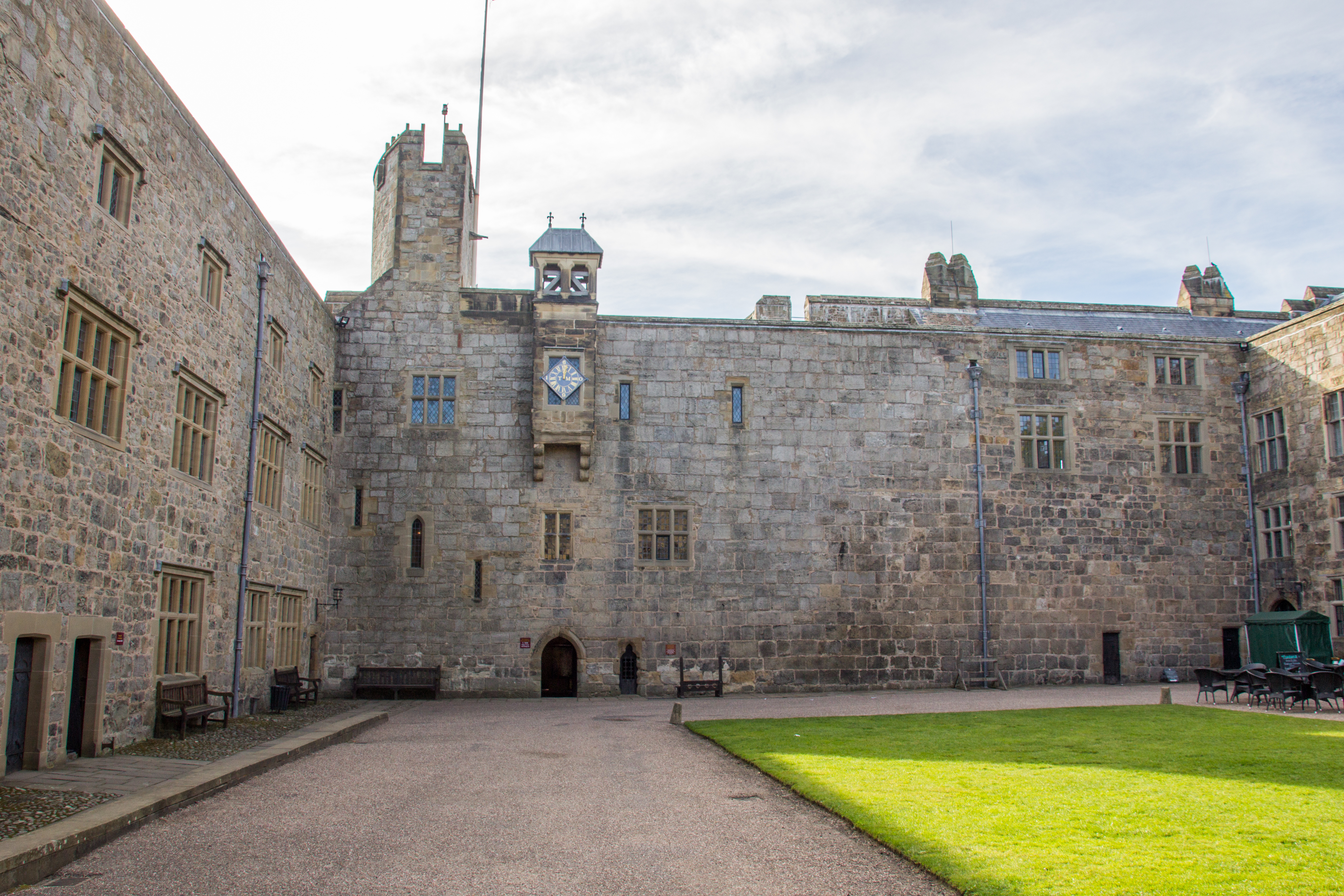
中庭と小塔（タレット）の時計

## 関連文献
- Mahler, Margaret (1912). A History of Chirk Castle and Chirkland. London: G. Bell and Sons